# Psychotria microbotrys
Psychotria microbotrys là một loài thực vật có hoa trong họ Thiến thảo. Loài này được Ruiz ex Standl. miêu tả khoa học đầu tiên năm 1930.